# 范度森植物園
范度森植物園（英語：VanDusen Botanical Garden）是位於加拿大不列顛哥倫比亞省溫哥華的一座植物園，植物園的名稱來自於當地的伐木工人和慈善家懷特福·儒利安·范度森。范度森植物園開業於1975年8月30日。

## 外部連結

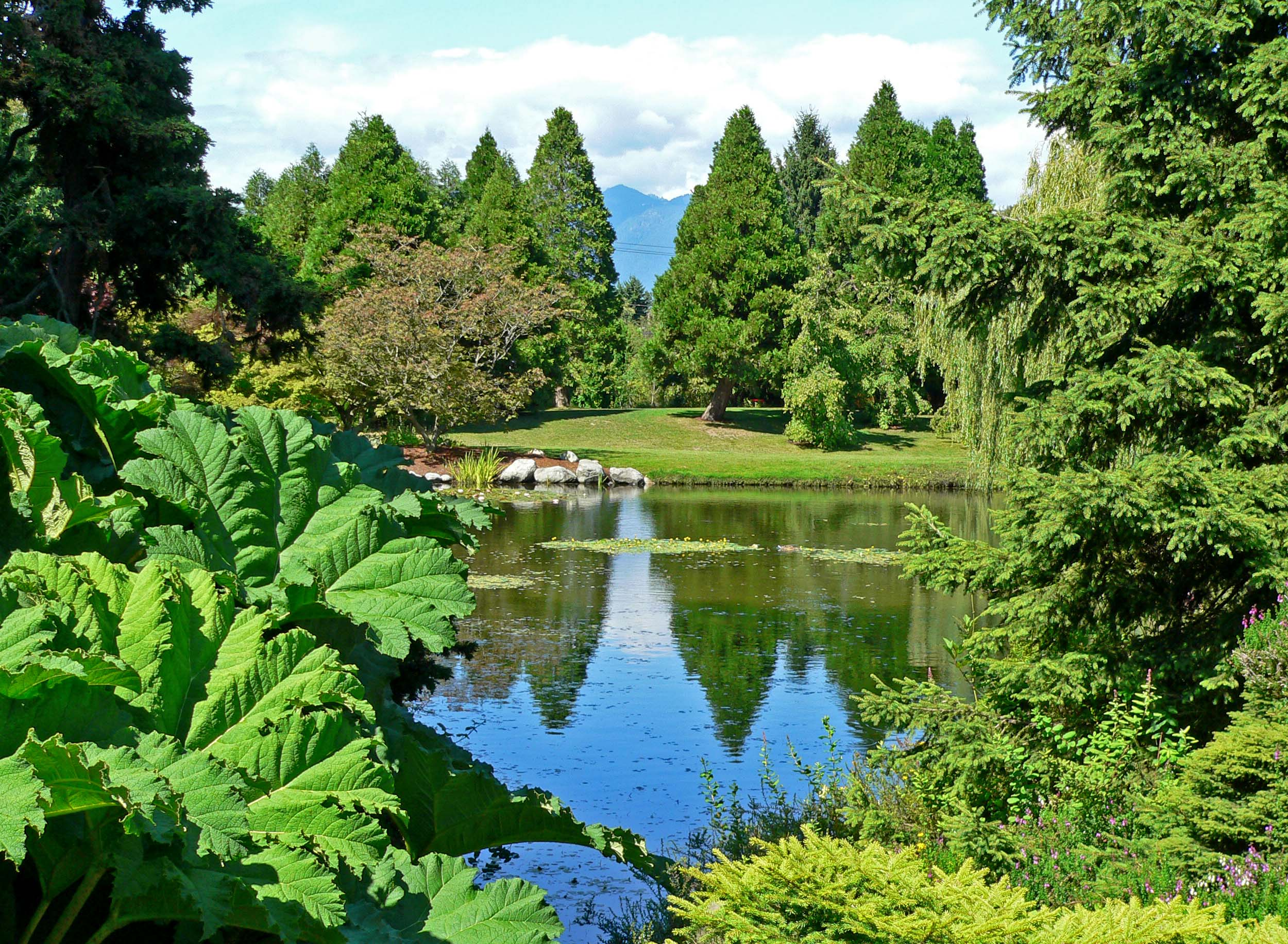
范度森植物園

- VanDusen Botanical Garden website （页面存档备份，存于）
- VanDusen Volunteer Seed Collectors' Online Store （页面存档备份，存于）
- VanDusen Botanical Garden Association Library Photographs （页面存档备份，存于）

49°14′23″N 123°07′56″W / 49.23972°N 123.13222°W